# Бирюков, Анатолий Михайлович
Анатолий Михайлович Бирюков (род. 11 января 1947 года в пос. Басакин Чернышковского района Сталинградская область, РСФСР, СССР) — советский профсоюзный деятель, российский политик, депутат Государственной Думы ФС РФ I созыва, в прошлом заместитель председателя Аграрной партии России.

## Биография
В 1968 году окончил Волгоградский сельскохозяйственный институт, после окончания института с 1968 по 1970 год в совхозе «Ударник» Чернышевского района инженером.
С 1970 года работал на профессиональной основе в Чернышковского районном комитете ВЛКСМ секретарём, первым секретарём. С 1974 года — секретарь Волгоградского областного комитета ВЛКСМ.
С 1975 по 1979 год работал ответственным организатором, заведующим сектора отдела сельской молодёжи Центрального комитета Всесоюзного ленинского коммунистического союза молодёжи.
В 1979 года работал заведующим сектором, помощником секретаря Всесоюзный центральный совет профессиональных союзов (ВЦСПС). В 1991 году был избран заместителем председателя Центрального комитета профсоюза работников агропромышленного комплекса РФ. В 1991 году при участии Бирюкова профсоюзом работников АПК РФ были заключены соглашения направленные на защиту российского крестьянства.с министерствами и ведомствами. В 1992 году на всероссийском собрании Аграрного союза России и профсоюза работников АПК РФ А. М. Бирюков был избран на должность сопредседателя всероссийского координационного совета коллективных действий трудящихся агропромышленного комплекса.
В 1992 году А. М. Бирюков был избран сопредседателем Федерации товаропроизводителей РФ, с 1992 по 1995 год входил в состав комиссии по регулированию социально-трудовых соглашений. В начале 1993 года был избран на должность заместителя председателя Аграрной партии России.
В 1993 году был избран депутатом Государственной думы I созыва от Биробиджанского одномандатного избирательного округа № 214. В Государственной думе был заместителем руководителя фракции Аграрной партии России, был членом мандатной комиссии, членом комитета Государственной думы по международным делам.
С 1996 года работал в Аппарате Государственной думы советником информационно-аналитического управления. В 2002 году А. М. Бюрюкову был присвоен квалификационный разряд государственного советника Российской Федерации 3 класса.